# Tápszentmiklós
Tápszentmiklós là một thị trấn thuộc hạt Győr-Moson-Sopron, Hungary. Thị trấn này có diện tích 20,77 km², dân số năm 2010 là 967 người, mật độ 47 người/km².